# West Kennebunk
West Kennebunk – jednostka osadnicza w Stanach Zjednoczonych, w stanie Maine, w hrabstwie York.